# 세상에서 가장 힘센 사나이
세상에서 가장 힘센 사나이(World's Strongest Man)는 매년 개최되는 세계에서 가장 힘센 남자를 결정하는 대회이다.